# Alfred Moisiu
Alfred Spiro Moisiu (Skadar, 1. prosinca 1929.), političar i bivši predsjednik Republike Albanije.
Na dužnosti predsjednika bio je od 24. srpnja 2002. do 23. srpnja 2007. godine. Također je bio i ministar obrane od 1991. – 1992. godine